# Meioneta brevipes
Meioneta brevipes là một loài nhện trong họ Linyphiidae.
Loài này thuộc chi Meioneta. Meioneta brevipes được Eugen von Keyserling miêu tả năm 1886.